# Грике-Орош
Грике-Орош (раније Орош, алб. Grykë-Orosh) је мало село у области Мирдита, у сјеверној Албанији. 
Иван Јастребов наводи податак да је Хекар  сматрао да име града потиче од имена Урош, а Каплан Буровић наводи податак да ово мјесто нoси име по српском краљу Урошу.   У повељама Немањића Урош се писало и као Орош и као Урош.   Манастир Светог Александра у Орошу је некада био православни, а касније га преузимају католици и преименују га са Св. Јована у Св. Александра.
Иван Јастребов спомиње и крсне славе на тлу Албаније. Свако племе има свог свеца заштитника. Ороши празнују Св. Луку (Алекса), Фанди - Св. Марка, Спачи - Св. Николу, Кушени - Св. мученика Стефана, а Дебрани Св. Архангела Михаила. Свака кућа има госте који долазе уочи празника и остају целу ноћ, дан који се празнује у част тога свеца и до половине следећег дана. Католичким поповима је било веома тешко искорењивати тај обичај јер су горштаци ванредно упорни у својим обичајима. 